# Krško
Krško er en by i det østlige Slovenien med et indbyggertal på ca. 6.852 (2023) indbyggere. Byen ligger ved bredden af floden Sava.